# Samertajm
Samertajm – debiutancki album studyjny Norbiego wydany w czerwcu 1997 roku.
Na tej płycie były 4 single, a najważniejszym był utwór „Kobiety są gorące”.
W kwietniu 1998 zdobył za nią muzyczną nagrodę Fryderyka w kategorii Album roku dance/elektronika/muzyka klubowa, był również nominowany do tytułu fonograficznego debiutu roku.

## Lista utworów
1. "Samertajm" (feat. Natalia Kukulska) – 5:03
2. "Moje mia100" – 3:14
3. "Pokręciło mi się w głowie" – 3:19
4. "Ballada studencka" – 3:39
5. "Nie oswajaj mnie" – 4:23
6. "Kobiety są gorące" – 3:28
7. "Historia o..." – 3:28
8. "Żyję właśnie tu" – 3:14
9. "Norbi" – 2:26
10. "Śpij kochanie" – 3:36